# Regelzuschlag
Der Regelzuschlag (Abkürzung Rzu) ist ein Zuschlag, der neben der reinen Fahrzeit sowie dem Bauzuschlag in der Beförderungszeit zwischen zwei Halten eines Zuges enthalten ist.
Um geringfügige Unregelmäßigkeiten wie einen verringerten Haftreibungswert bedingt durch ungünstige Witterungsverhältnisse oder triebfahrzeugführerseitige Einflüsse ausgleichen zu können, wird die reine Fahrzeit zwischen zwei Halten um einen Regelzuschlag ergänzt.
In Abhängigkeit von der zulässigen Höchstgeschwindigkeit eines Zuges beträgt der zwischen zwei Halten gleichmäßig verteilte Regelzuschlag 3–7 %. Für Triebzüge sollen zusätzlich zu dem prozentualen Wert mindestens 1,0 Minuten auf 100 km aufgeschlagen werden, bei lokbespannten Reisezügen hingegen 1,5 Minuten. Diese absoluten Zuschläge werden in die Nähe von Knoten gelegt. Auf einen entfernungsabhängigen Zuschlag wird verzichtet, wenn der Fahrweg des Zuges maximal 30 km beträgt.
Der Regelzuschlag wird zur „reinen Fahrzeit“ addiert. Dieser ist standardmäßig im Trassenkonstruktionsprogramm RUT der DB Netz AG hinterlegt. Unter Qualitätsgesichtspunkten ist der Zuschlag von hoher Bedeutung, obwohl damit die reine Fahrzeit zwischen zwei Halten verlängert wird. Die reine Fahrzeit sowie der Regelzuschlag ergeben die Mindestfahrzeit, die bei der Trassenkonstruktion in keinem Fall unterschritten werden darf. Unter Berücksichtigung des Regelzuschlags werden bei DB Netz die Fahrzeiten auf Zehntel-Minuten genau berechnet.